# Pleurothallis ornata
Pleurothallis ornata es una especie de orquídea de la tribu Epidendreae que pertenece a la familia Orchidaceae.

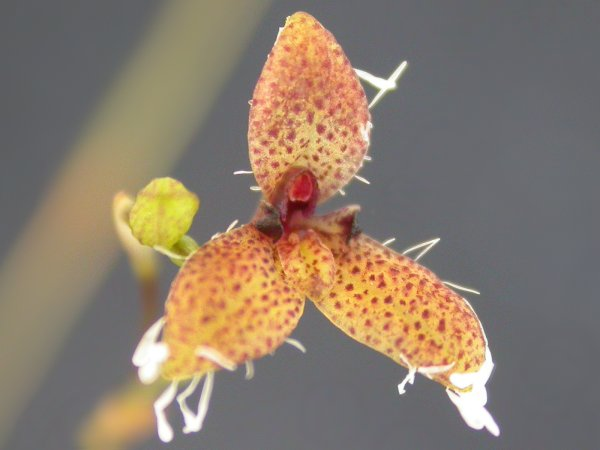
Detalle de la flor

## Descripción
Es una orquídea de tamaño miniatura, que prefiere el clima fresco a frío, con hábitos epífitas y con tallos erectos envueltos por 2 vainas basales y llevando una sola hoja apical, erecta, coriácea. Florece en una inflorescencia  apical con flores individuales sucesivas de 4 a 5 cm de largo, las flores son simples y aparecen en medio o justo por encima de las hojas  desde el invierno a mediados de verano. Necesita temperatura fresca, sombra  y alta humedad, así como montaje en helechos, y una buena circulación de aire para asegurarse una planta plena.

## Distribución y hábitat
Se distribuyen por el SW  de México, Guatemala y Belice a elevaciones en torno a 2400 metros en  lugares fresco siendo cada vez más epifita con una flor de 1.25 cm de ancho.

## Taxonomía
Pleurothallis ornata fue descrita por Heinrich Gustav Reichenbach y publicado en Garten Zeitung 1: 106. 1882.
Etimología
Pleurothallis: nombre genérico que deriva de la palabra griega  'pleurothallos', que significa "ramas parecidas a costillas". Esto se refiere a la similitud de las costillas de los tallos de muchas de sus especies.
ornata: epíteto latino que significa "ornamentada".
Sinonimia
- Specklinia ornata (Rchb. f.) Luer 2004;
- Stelis ornata (Rchb. f.) Pridgeon & MW Chase 2001[2][3][4]